# Festróia
El Festróia o Festival Internacional de Cinema de Tróia és un festival de cinema que va tenir lloc a la ciutat de Setúbal entre 1985 i 2014. El seu objectiu era projectar pel·lícules de qualitat de països amb una baixa producció cinematogràfica i poc coneguts pel públic portuguès.

## El festival
El festival porta el nom de la propera península de Tróia on es va fundar originalment el festival i s'hi va celebrar fins al 1993, i hi va exhibir principalment pel·lícules d'arthouse realitzades per cinema nacional més petit o menys publicitats de tot el món. En edicions posteriors, la seva secció competitiva es va obrir a pel·lícules de països que produïssin menys de 30 llargmetratges a l'any. Normalment se celebrava la primera setmana de juny.
El principal premi atorgat és el Golfinho de Ouro però també comptava amb la presència de jurats internacionals que atorguen els seus premis específics: SIGNIS (Organització Internacional del Cinema Catòlic); FIPRESCI (premsa cinematogràfica) i, per primera vegada, el 2006, el premi CICAE (Confederació Internacional de Cinemes d’Art i Assaig). Té seccions específiques dedicades a Primeres Obres, Independents Americans i pel·lícules que pertanyen a una àmplia categoria: O Homem e a Natureza.
El 2006 va presentar 180 pel·lícules, projectades a 2 cinemes de Setúbal i extensions a Almada i Lisboa. El 2007 Festroia es va convertir en el primer festival internacional de cinema CarbonoZero, que va compensar la seva petjada de carboni plantant i gestionant una àrea de bosc autòcton a Herdade da Gâmbia, al municipi de Setúbal. La darrera edició celebrada va ser el 30è festival celebrat el 2014. A causa de les retallades en el finançament, l'edició del 2015 es va cancel·lar el març d’aquell mateix any, tres mesos abans de la data prevista de celebració, i una notificació que deia que no hi hauria a la 31a edició es va publicar al lloc web oficial en la seva darrera actualització. The website itself was taken down in early 2017.

## Guanyadors del Golfinho de Ouro
| Any         | Pel·lícula                                      | Director                 | País            |
| ----------- | ----------------------------------------------- | ------------------------ | --------------- |
| 01985 (1r)  | Cabra Marcado para Morrer                       | Eduardo Coutinho         | Brasil          |
| 01986 (2n)  | Boig d'amor                                     | Robert Altman            | Estats Units    |
| 01987 (3r)  | Madrid                                          | Basilio Martín Patino    | Espanya         |
| 01988 (4t)  | En el nombre del hijo                           | Jorge Polaco             | Argentina       |
| 01989 (5è)  | La Citadelle                                    | Mohamed Chouikh          | Algèria         |
| 01990 (6è)  | La Rose des sables                              | Rachid Benhadj           | Algèria         |
| 01991 (7è)  | Homo Novus                                      | Pál Erdöss               | Hongria         |
| 01992 (8è)  | Un Nos Ola Leuad                                | Endaf Emlyn              | Gal·les         |
| 01993 (9è)  | Lepšie byť bohatý a zdravý ako chudobný a chorý | Juraj Jakubisko          | Txecoslovàquia  |
| 01994 (10è) | Hin helgu vé                                    | Hrafn Gunnlaugsson       | Islàndia        |
| 01995 (11è) | Madagascar                                      | Fernando Pérez Valdés    | Cuba            |
| 01996 (12è) | Á köldum klaka                                  | Fridrik Thor Fridriksson | Islàndia        |
| 01997 (13è) | Pedar                                           | Majid Majidi             | Iran            |
| 01998 (14è) | Eşkıya                                          | Yavuz Turgul             | Turquia         |
| 01999 (15è) | Solomon a Gaenor                                | Paul Morrison            | Gal·les         |
| 02000 (16è) | Rukajärven tie                                  | Olli Saarela             | Finlàndia       |
| 02001 (17è) | Italiensk for begyndere                         | Lone Scherfig            | Dinamarca       |
| 02002 (18è) | Todas las azafatas van al cielo                 | Daniel Burman            | Argentina       |
| 02003 (19è) | Historias mínimas                               | Carlos Sorín             | Argentina       |
| 02004 (20è) | Ha-Kochavim Shel Shlomi                         | Shemi Zarhin             | Israel          |
| 02005 (21è) | Kûsî Jî Dikarin Bifirin                         | Bahman Ghobadi           | Iran            |
| 02006 (22è) | Eize Makom Nifla                                | Eyal Halfon              | Israel          |
| 02007 (23è) | Karaula                                         | Rajko Grlić              | Croàcia         |
| 02008 (24è) | Vratné lahve                                    | Jan Svěrák               | República Txeca |
| 02009 (25è) | Kielletty hedelmä                               | Dome Karukoski           | Finlàndia       |
| 02010 (26è) | En ganske snill mann                            | Hans Petter Moland       | Noruega         |
| 02011 (27è) | Tirza                                           | Rudolf van den Berg      | Països Baixos   |
| 02012 (28è) | Parada                                          | Srđan Dragojević         | Sèrbia          |
| 02013 (29è) | The Broken Circle Breakdown                     | Felix Van Groeningen     | Bèlgica         |
| 02014 (30è) | Svećenikova djeca                               | Vinko Brešan             | Croàcia         |